# Diocèse de San Luis
Le diocèse de San Luis (en latin : Dioecesis Sancti Ludovici in Argentina ; en espagnol : Diócesis de San Luis) est un diocèse de l'Église catholique en Argentine, suffragant de l'archidiocèse de San Juan de Cuyo.

## Territoire
Il comprend toute la province de San Luis avec un territoire d'une superficie de 76 748 km2 divisé en 47 paroisses. Le siège épiscopal est dans la ville de San Luis où se trouve la cathédrale de l'Immaculée-Conception (it).

## Histoire
Le diocèse est érigé le 20 avril 1934 par la constitution apostolique Nobilis Argentinae nationis du pape Pie XI, recevant son territoire du diocèse de San Juan de Cuyo qui est élevé le même jour au rang d'archidiocèse métropolitain et dont San Luis devient suffragant.

## Évêques
- Pedro Dionisio Tibiletti (13 septembre 1934 -14 mai 1945)
- Emilio Di Pasquo (2 novembre 1946 - 14 juin 1961) nommé évêque d'Avellaneda
- Carlos María Cafferata (11 juillet 1961 - 6 juillet 1971)
- Juan Rodolfo Laise O.F.M.Cap (6 juillet 1971 - 6 juin 2001)
- Jorge Luis Lona (6 juin 2001 - 22 février 2011)
- Pedro Daniel Martínez (22 février 2011 - 9 juin 2020)
- Gabriel Bernardo Barba depuis le 9 juin 2020